# Kermit (nome)
Kermit  è un nome proprio di persona inglese maschile.

## Origine e diffusione
Il nome deriva dell'omonimo cognome mannese, che è una variante del cognome irlandese MacDermott, il cui significato è "figlio di Diarmaid".  Secondo un'altra ipotesi, sarebbe sempre di derivazione celtica, ma il suo significato sarebbe "uomo libero".
Non si tratta di un nome particolarmente diffuso.
Negli Stati Uniti, il prenome raggiunse la sua popolarità massima nel primo ventennio del XX secolo: il picco fu raggiunto nel 1919, quando questo nome fu dato a 431 neonati. Il presidente statunitense Theodore Roosevelt diede questo nome a uno dei suoi figli.

## Onomastico
Il nome è adespota e quindi l'onomastico viene festeggiato il 1º novembre, giorno dedicato alla festa di Ognissanti.

## Persone

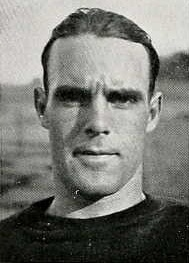
Kermit Maynard

- Kermit Cintron, pugile portoricano
- Kermit Erasmus, calciatore sudafricano
- Kermit Holmes, cestista statunitense
- Kermit Maynard, attore statunitense
- Kermit Washington, cestista e allenatore di pallacanestro statunitense

## Il nome nelle arti
- Kermit la rana (Kermit the Frog) è un personaggio dei Muppet, i pupazzi creati da Jim Henson[1][3][6]